# Malý Kamenec
Malý Kamenec (Hongaars: Kiskövesd) is een Slowaakse gemeente in de regio Košice, en maakt deel uit van het district Trebišov.
Malý Kamenec telt 441 inwoners.